# Cẩm Kim
Cẩm Kim is een xã van Hội An, naast Tam Kỳ de tweede stad van de provincie Quảng Nam.
Cẩm Kim ligt op de zuidelijke oever van de Hội An.